# Frank II. von Borsselen

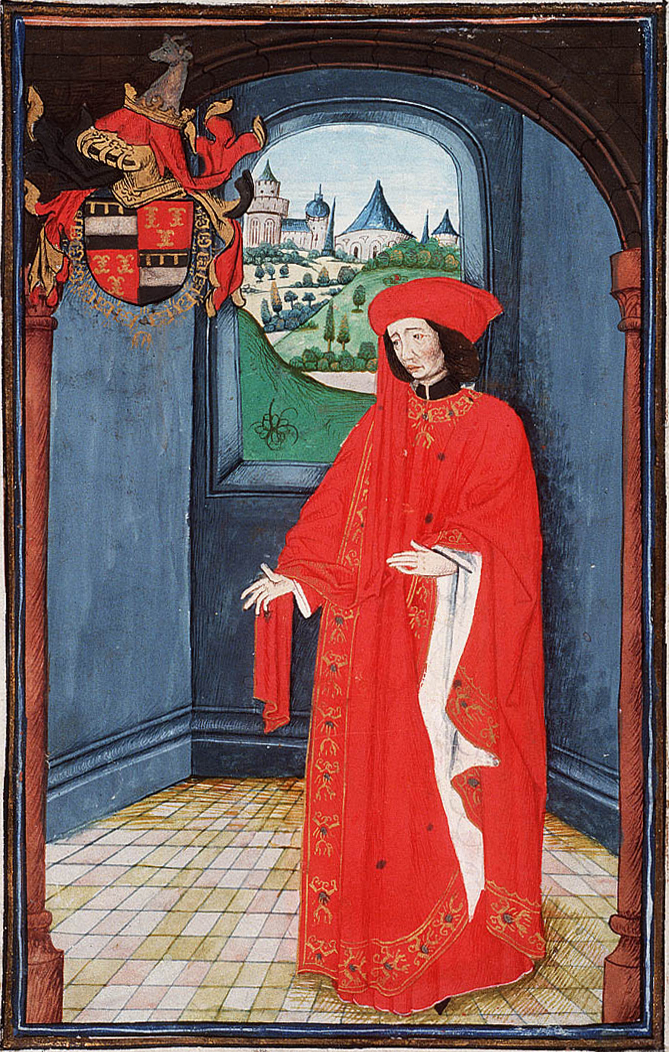
Frank van Borssele im Wappenbuch des Ordens vom Goldenen Vlies.

Frank II. von Borsselen (niederländisch : Frank van Borssele) (* wohl 1396; † 19. November 1470 in Den Briel) war ein hoher seeländischer Adliger.

## Leben
Er war Statthalter von Holland und Zeeland, ist aber vor allem als vierter Ehemann der Gräfin Jakoba von Holland und Seeland bekannt. Er war der Sohn von Floris von Borsselen und Oda von Bergen, Herr von Sint Maartensdijk, Scherpenisse (beides heute Ortsteile von Tholen) und Zuylen, und der letzte legitime Vertreter des jüngeren Zweigs der Familie Borsselen.

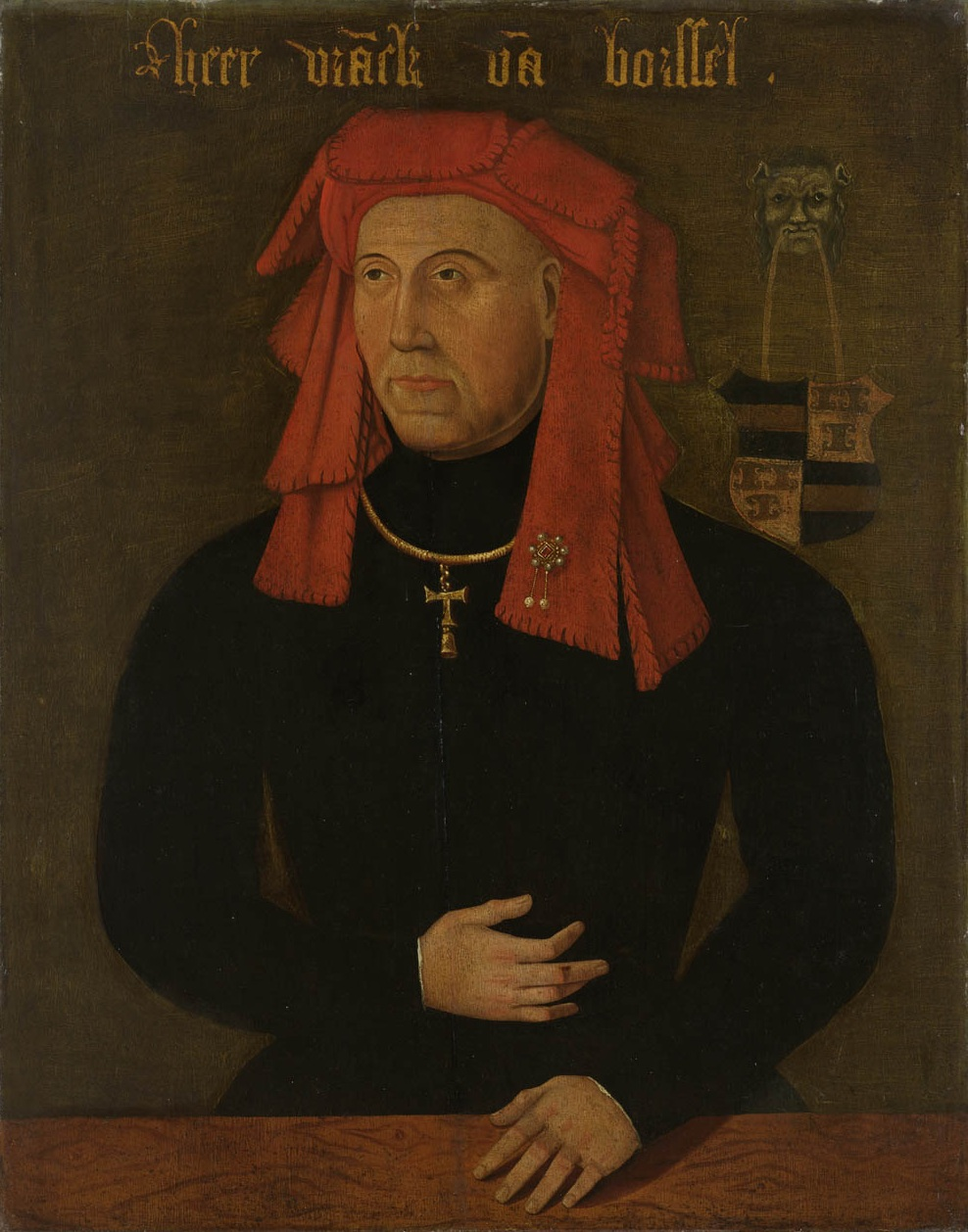
Frank van Borssele (1396–1470)

Seine Landesherrin war Jakoba, die 1420 von ihrem Onkel Johann III. zugunsten Philipps von Burgund entmachtet worden war. Von Ende 1421 bis Anfang 1423 spielte Frank von Borsselen eine wesentliche Rolle in den finanziellen Fragen der Grafschaft. 1422/23 war er Ratsherr des Grafen Johann III. und offizieller Gouverneur des Landes.
Der Höhepunkt seiner Macht waren jedoch die Jahre 1426 bis 1432. Am 21. März 1426 wurde er – Johann III. war 1425 gestorben – durch Philipp von Burgund zum General und Großkapitän von Zeeland ernannt. 1428 anerkannte Jakoba im Delfter Versöhnungsvertrag die Regelungen ihres Vaters, blieb aber in Haft und bekam Frank von Borsselen als Bewacher. Im Jahr 1430 wurde er burgundischer Statthalter und „Opperhoutvester“ von Holland, im gleichen Jahr Herr von Gorinchem, Leerdam, De Leede und Schoonrewoerd.
Die Beziehung zwischen Jakoba und ihrem Bewacher entwickelte sich in dieser Zeit so, dass die beiden am 1. Juli 1432 in Den Haag heimlich die Ehe eingingen. Als Philipp dies erfuhr, ließ er Frank von Borsselen festnehmen. Als Gegenleistung für die Freilassung ihres vierten Gatten übertrug Jakoba dem Burgunder am 12. April 1433 im Haager Vertrag alle Rechte an den Grafschaften Holland, Seeland und Hennegau. Sie zog sich danach ins Privatleben zurück, heiratete Frank von Borsselen am 1. März 1434 in Sint Maartensdijk, seinem Hauptwohnsitz, noch einmal öffentlich, starb aber nur drei Jahre später an Tuberkulose.
Im Jahr ihrer öffentlichen Hochzeit wurde Frank von Borsselen zum Graf von Ostervant ernannt, 1445 sogar zum Ritter des Ordens vom Goldenen Vlies.  Frank von Borsselen überlebte seine Ehefrau um 34 Jahre.
Frank und Jakoba hatten keine Kinder, allerdings wurde er (nach dem Tod seiner Frau) doch noch Vater. Aus einer unehelichen Beziehung mit
Margaretha van Herzele (jonkvrouwe Margriete van Aersele, gestorben am 5. März 1496), der unehelichen Tochter des Daniel von Herzele, Herr von Lilaer, bekam er einen Sohn, Floris Bastaert van Borssele, 1459 bezeugt, † 1505, Herr von Cortgene, Emelisse, Welle (heute Ortsteil von Denderleeuw) und Pamele.